# Depot von Zörbig
Das Depot von Zörbig (auch Hortfund von Zörbig) ist ein Depotfund der frühbronzezeitlichen Aunjetitzer Kultur (2300–1550 v. Chr.) aus Zörbig im Landkreis Anhalt-Bitterfeld (Sachsen-Anhalt). Das Depot befindet sich heute im Heimatmuseum Zörbig. 

## Fundgeschichte
Das Depot wurde 1935 beim Sandabfahren in einer Kiesgrube am Hopfenberg gefunden.

## Zusammensetzung
Das Depot war in einem Keramikgefäß niedergelegt worden. Bei diesem handelte es sich um eine Aunjetitzer Tasse. Die Tasse enthielt vier schwere ovale offene Ringe aus Bronze.